# Amplificazione larvale

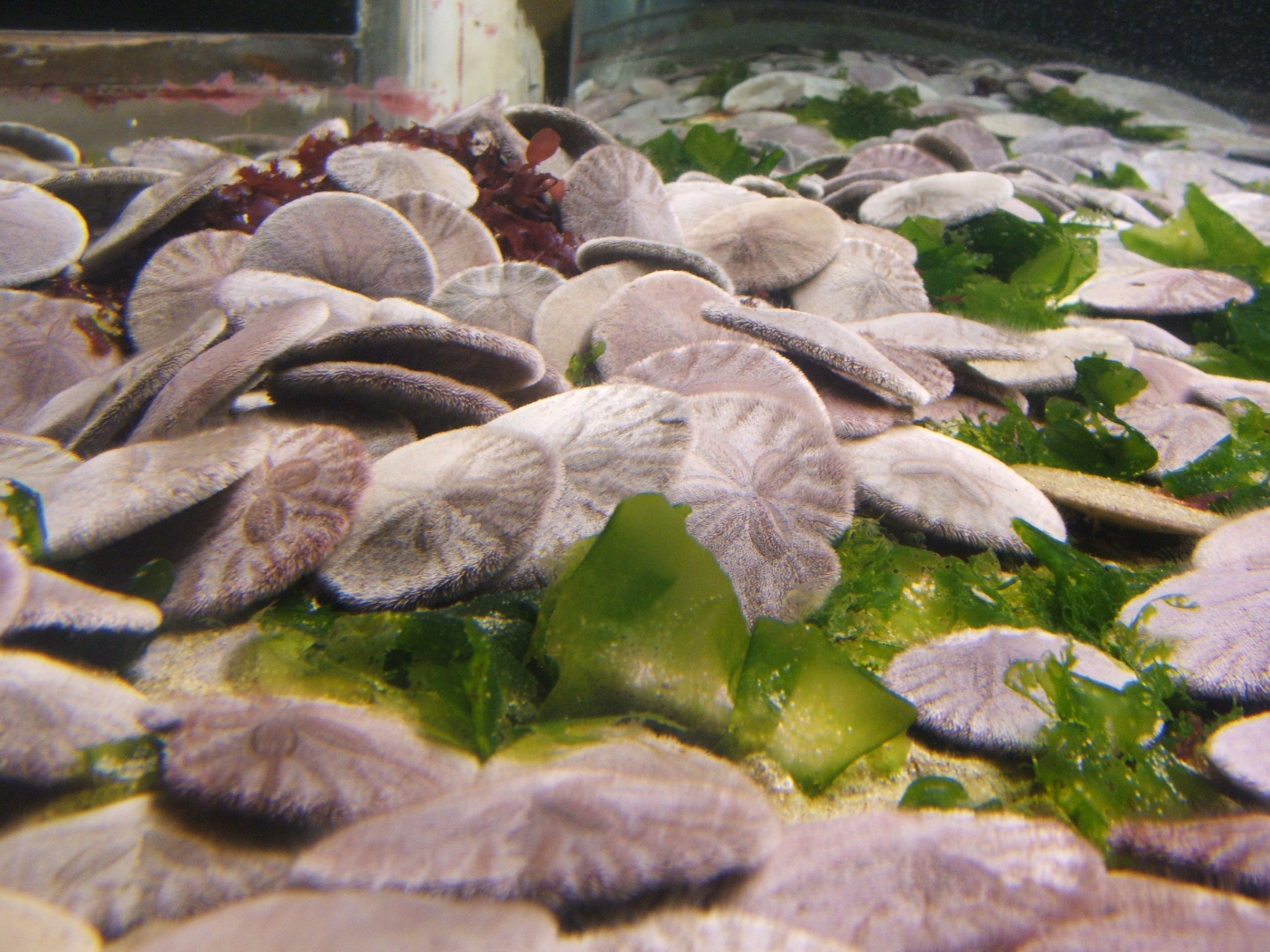
Dollari della sabbia

L'amplificazione larvale è un fenomeno affine alla poliembrionia, dove però è la larva, che tramite divisioni successive, dà origine ad altre larve. Può essere considerata a tutti gli effetti, una riproduzione asessuata in stadio giovanile.
È tipica dei platelminti, dove aumenta le possibilità di una linea genetica, di riuscire a trovare un ospite idoneo. Questa riproduzione è effettuata anche per scopi antipredatori, come nel dollaro della sabbia. In particolare, la riproduzione qui è scatenata dal muco che secerne un pesce loro predatore, e una volta effettuata, l'echinoderma è talmente piccolo, che diventa invisibile agli occhi del cacciatore.